# Câu lạc bộ bóng đá Đồng Nai
Câu lạc bộ bóng đá Đồng Nai là một câu lạc bộ bóng đá tại Việt Nam, có trụ sở tại tỉnh Đồng Nai.

## Phong trào bóng đá trước 1975
Bóng đá tuy là môn thể thao sớm phát triển ở xứ Đồng Nai, nhưng trước 1945 là giai đoạn của bóng đá tự phát, thiếu tổ chức, riêng lẻ, chỉ có ở một số khu dân cư đông đúc như Biên Hòa, Long Thành, Vĩnh Cửu.
Khoảng từ năm 1945 đến 1954, một số nơi có đội bóng đá là Nhà máy cưa BIF (Tân Mai), Bửu Long, Tân Thành, Hiệp Hòa, Tân Vạn, Nhà thương điên Biên Hòa; ở những nơi này có bãi cỏ làm sân bóng, được xem là những sân có sớm nhất ở Biên Hòa. Đội bóng tương đối có tổ chức là đội Nhà ga Biên Hòa, sau đổi tên là Câu lạc bộ Biên Hùng (ngưng hoạt động một thời gian khá dài, sau khôi phục tên gọi, lập được đội bóng trẻ, vận động viên đạt cấp kiện tướng). Đội bóng có mang giày khi đá giao hữu với các đội khác là đội Cây Chàm thường được gọi là đội Nhà binh, đội bóng này có một số lính Pháp cùng đá. Ngoài ra, một số cầu thủ ở Lái Thiêu (Bình Dương) thường cùng đá trong đội Cây Chàm. Bửu Hòa và Hiệp Hòa là 2 nơi thường liên quân với nhau khi đá với các đội khác. Ngoài Biên Hòa, miệt Phước Thiền của Nhơn Trạch ngày nay và Long Khánh cũng có một vài đội bóng. Giai đoạn này, tuy có nhiều đội bóng nhưng do chưa được tổ chức chặt chẽ nên chỉ đá giao hữu, không có giải chính thức.
Những năm 1955 - 1965, một số đội bóng được chính quyền Việt Nam Cộng hòa bảo trợ nên khá nổi tiếng như: Đội Công xưởng không quân, đội Không đoàn 23 kỹ thuật - tiếp vận (sau này đổi tên thành đội Bộ chỉ huy kỹ thuật - tiếp vận), đội Tiểu khu Biên Hòa.
Năm 1973, đội thanh niên Hiệp Hòa được thành lập, đây là đội bóng dự bị cho đội Sư đoàn 3 không quân Việt Nam cộng hòa. Có 4 đội bóng được Tổng cuộc túc cầu Việt Nam cộng hòa công nhận đẳng cấp là: Sư đoàn 3 không quân, Bộ chỉ huy kỹ thuật - tiếp vận, Tiểu khu Biên Hòa và Thanh niên Hiệp Hòa. Về phong trào bóng đá ngoài quân sự, có một đội bóng hoạt động được ít lâu thì ngưng, đó là đội Huê Kiều nhưng thành phần nòng cốt vẫn là một số cầu thủ của các đội khác tập hợp về. Một số cầu thủ nổi tiếng của bóng đá Đồng Nai ở giai đoạn này như: Lôi Ngươn Bình, Phạm Trọng Quang, Nguyễn Văn Minh, Kiều Văn Chảy, Võ Bá Môi.

## Đội bóng Đồng Nai sau 1975
Tiền thân là một câu lạc bộ bóng đá phong trào của Sở Thể dục thể thao tỉnh Đồng Nai thường thi đấu ở các giải nghiệp dư và bán chuyên nghiêp được hình thành sau năm 1975, bóng đá là môn thể thao đầu tiên có quyết định thành lập. Đội bóng đầu tiên được thành lập là đội bóng khu phố 2, phường Thanh Bình, Biên Hòa. Tháng 3 - 1976, Sở thể dục - thể thao quyết định thành lập đội tuyển bóng đá của tỉnh do ông Lưu Thành Long làm chỉ đạo viên, ông Phan Văn Mỹ là huấn luyện viên trưởng, huấn luyện viên phó là Huỳnh Mộng Nguyên. Lúc này Đồng Nai có một số đội bóng mạnh: Đội bóng thành phố Biên Hòa, đội bóng Tỉnh đội, đội bóng Vũng Tàu (lúc chưa tách tỉnh). Một giải lớn đội tuyển Đồng Nai tham dự là giải Cửu Long, thi đấu không thành công, xếp 8/9 đội dự giải. Sau đó, đội tuyển Đồng Nai liên tục tranh giải khu vực từ Huế trở vào, năm 1985 thi hành giải tách hạng, do có tiêu cực trong tổ chức giải, đội Đồng Nai phải xuống hạng. Đến năm 1987, đội tuyển Đồng Nai lên hạng A1, lúc này huấn luyện viên trưởng là ông Lôi Ngươn Bình; thành phần cầu thủ nòng cốt có Tôn Quốc Khánh, Lưu Ngọc Tuấn, Nguyễn Đức Nhân, Trần Thanh Phong... Năm 1989, tham gia thi đấu tách hạng đội mạnh, ở vòng loại, Đồng Nai xếp hạng thứ 5/11 đội, vào vòng trong xếp hạng thứ 6/6, không được lên hạng đội mạnh. Từ năm 1990 đến 1999, đội tuyển bóng đá Đồng Nai ở hạng A1, 3 lần lọt vào vòng chung kết tranh lên hạng đội mạnh, năm 1990 ở Huế; năm 1994 ở Gia Lai - Đắc Lắc, năm 1998 ở Đồng Tháp nhưng không thành công.
Trong khi đó, năm 1990 huyện đầu tiên có đội bóng lên hạng A1 là đội Xuân Lộc, sau đó giải thể. Ngành cao su Đồng Nai sau đó cũng lên hạng A1, tên là đội bóng Cao su Đồng Nai. Đồng Nai là tỉnh duy nhất trong cả nước có 3 đội A1. Không chỉ thế, xã đầu tiên có đội bóng đẳng cấp A2 toàn quốc là đội xã Hiệp Hòa, thành phố Biên Hòa. Sau này hạng A2 giải thể, không tổ chức tranh giải.
Từ khi bóng đá Đồng Nai có tổ chức, hàng năm đều tổ chức giải vô địch, giải hạng B và giải trẻ. Ngoài Biên Hòa, nhiều huyện có phong trào bóng đá mạnh, đoạt nhiều giải cao ở cấp tỉnh như Long Khánh, Thống Nhất, Long Thành...
Bóng đá Đồng Nai có nhiều cầu thủ hay đóng góp cho phong trào bóng đá chung của quốc gia và khu vực: Danh thủ Phan Văn Rạng từng đã luyện tập trên sân cỏ Biên Hòa, Chín Lùn ở Nhà máy cưa BIF từng là thành viên đội tuyển Nam kỳ; Nguyễn Văn Giao từng tham dự cúp C1 châu Á; Trần Triết Anh, Đinh Công Hoàng nhiều năm được chọn vào đội tuyển quốc gia, Trần Cẩm Phúc, Lôi Ngươn Bình dự giải thanh niên châu Á... Mới đây, vận động viên Nguyễn Đức Mạnh cũng được chọn vào đội tuyển Olympic Việt Nam và đội dự tuyển Việt Nam. Những người từng làm huấn luyện viên trưởng đội tuyển bóng đá Đồng Nai theo thứ tự trước sau là: Phan Văn Mỹ, Đoàn Minh Lương, Lôi Ngươn Bình, Bùi Văn Thương, Bùi Xuân Thiên, Trần Văn Xinh, Quách Hùng Bảo, Trần Chính, Lâm Ngọc Lập.. Từ năm 2005, đội Đồng Nai (đã hợp nhất với đội Cao su Đồng Nai) bắt đầu thi đấu chuyên nghiệp với sự tài trợ của tập đoàn Strata, mang tên Câu lạc bộ bóng đá Strata Đồng Nai và giành quyền lên hạng nhất. Năm 2008, Công ty Cổ phần Bóng đá Đồng Nai được thành lập và tiếp quản đội bóng. Cũng trong năm này, đội thi đấu dưới màu áo của nhà tại trợ mới Berjaya, dưới tên gọi Câu lạc bộ bóng đá Đồng Nai Berjaya. Tuy nhiên, đội thi đấu không thành công trong 3 mùa giải liên tiếp nên Berjaya rút tài trợ kể từ năm 2011.
Mùa giải 2013 đội bóng Đồng Nai được đặc cách thăng hạng tham gia giải bóng đá vô địch quốc gia (V-League 2013) mặc dù mùa giải 2012 họ chỉ xếp vị trí thứ 3 giải hạng nhất quốc gia (vị trí không giành vé thăng hạng).
Giải bóng đá vô địch quốc gia 2015 kết thúc, đội bóng Đồng Nai xếp cuối bảng xếp hạng và phải nhận xuất xuống tham gia Giải hạng nhất quốc gia 2016, tuy nhiên đội bóng quyết định không tham gia và tạm thời biến mất trên bản đồ bóng đá chuyên nghiệp Việt Nam.
Năm 2017, Câu lạc bộ bóng đá Đồng Nai, với nòng cốt là lứa U-19 của địa phương, chính thức trở lại bóng đá bằng việc tham gia thi đấu tại Giải bóng đá hạng Ba Quốc gia 2017 với thành tích suýt giành 1 vé trực tiếp thăng hạng Nhì (thua Vĩnh Long về hiệu số bàn thắng bại). Năm 2018, câu lạc bộ tiếp tục thi đấu tại Giải bóng đá hạng Ba Quốc gia 2018 và không thăng hạng.
Sau mùa giải thi đấu thành công tại giải bóng đá hạng ba quốc gia 2019, với nòng cốt là đội hình U-21 Đồng Nai, Đồng Nai đã thi đấu xuất sắc và giành được vị trí nhì bảng B do đó có được suất thăng hạng trở lại Giải bóng đá hạng nhì quốc gia 2020.
Sau khoảng thời gian COVID-19, Đồng Nai trở lại với bóng đá và tham gia giải Giải bóng đá Hạng Nhì Quốc gia 2023. Đồng Nai xếp thứ 2 ở Bảng B và dành quyền vào vòng chung kết gặp Câu lạc bộ bóng đá Đắk Lắk. Dù bị dẫn bàn nhưng nhờ cú đúp của Cao Quốc Khánh giúp cho Đồng Nai ngược dòng 1-2 và trở lại bóng đá chuyên nghiệp từ năm 2017. 

## Thành tích

### Thành tích từ khiV.Leagueđược thành lập
| Chú giải màu sắc | Chú giải màu sắc |
| ---------------- | ---------------- |
| Vô địch          |                  |
| Á quân           |                  |
| Hạng ba          |                  |
| Hạng tư          |                  |
| Thăng hạng       |                  |
| Tranh trụ hạng   | Thắng play-off   |
| Tranh trụ hạng   | Thua play-off    |
| Xuống hạng       |                  |

| Thành tích của Đồng Nai từ khi V.League được thành lập | Thành tích của Đồng Nai từ khi V.League được thành lập | Thành tích của Đồng Nai từ khi V.League được thành lập | Thành tích của Đồng Nai từ khi V.League được thành lập | Thành tích của Đồng Nai từ khi V.League được thành lập | Thành tích của Đồng Nai từ khi V.League được thành lập | Thành tích của Đồng Nai từ khi V.League được thành lập | Thành tích của Đồng Nai từ khi V.League được thành lập | Thành tích của Đồng Nai từ khi V.League được thành lập | Thành tích của Đồng Nai từ khi V.League được thành lập | Thành tích của Đồng Nai từ khi V.League được thành lập | Thành tích của Đồng Nai từ khi V.League được thành lập | Thành tích của Đồng Nai từ khi V.League được thành lập |
| Năm                                                    | Hạng đấu                                               | Hạng đấu                                               | Hạng đấu                                               | Hạng đấu                                               | Thành tích                                             | St                                                     | T                                                      | H                                                      | B                                                      | Bt                                                     | Bb                                                     | Điểm                                                   |
| Năm                                                    | I                                                      | II                                                     | III                                                    | IV                                                     | Thành tích                                             | St                                                     | T                                                      | H                                                      | B                                                      | Bt                                                     | Bb                                                     | Điểm                                                   |
| ------------------------------------------------------ | ------------------------------------------------------ | ------------------------------------------------------ | ------------------------------------------------------ | ------------------------------------------------------ | ------------------------------------------------------ | ------------------------------------------------------ | ------------------------------------------------------ | ------------------------------------------------------ | ------------------------------------------------------ | ------------------------------------------------------ | ------------------------------------------------------ | ------------------------------------------------------ |
| 2000–01                                                |                                                        |                                                        |                                                        |                                                        | Không rõ                                               | Không rõ thành tích cụ thể                             | Không rõ thành tích cụ thể                             | Không rõ thành tích cụ thể                             | Không rõ thành tích cụ thể                             | Không rõ thành tích cụ thể                             | Không rõ thành tích cụ thể                             | Không rõ thành tích cụ thể                             |
| 2001–02                                                |                                                        |                                                        |                                                        |                                                        | Thứ 3 bảng B                                           | 14                                                     | 7                                                      | 1                                                      | 6                                                      | 20                                                     | 18                                                     | 22                                                     |
| 2003                                                   |                                                        |                                                        |                                                        |                                                        | Không rõ                                               | Không rõ thành tích cụ thể                             | Không rõ thành tích cụ thể                             | Không rõ thành tích cụ thể                             | Không rõ thành tích cụ thể                             | Không rõ thành tích cụ thể                             | Không rõ thành tích cụ thể                             | Không rõ thành tích cụ thể                             |
| 2004                                                   |                                                        |                                                        |                                                        |                                                        | Á quân                                                 | Không rõ thành tích cụ thể                             | Không rõ thành tích cụ thể                             | Không rõ thành tích cụ thể                             | Không rõ thành tích cụ thể                             | Không rõ thành tích cụ thể                             | Không rõ thành tích cụ thể                             | Không rõ thành tích cụ thể                             |
| 2005                                                   |                                                        |                                                        |                                                        |                                                        | Thứ 10                                                 | 22                                                     | 6                                                      | 5                                                      | 11                                                     | 19                                                     | 20                                                     | 23                                                     |
| 2006                                                   |                                                        |                                                        |                                                        |                                                        | Thứ 7                                                  | 26                                                     | 8                                                      | 9                                                      | 9                                                      | 30                                                     | 28                                                     | 33                                                     |
| 2007                                                   |                                                        |                                                        |                                                        |                                                        | Thứ 4                                                  | 26                                                     | 12                                                     | 6                                                      | 8                                                      | 31                                                     | 24                                                     | 42                                                     |
| 2008                                                   |                                                        |                                                        |                                                        |                                                        | Thứ 8                                                  | 26                                                     | 7                                                      | 9                                                      | 10                                                     | 33                                                     | 33                                                     | 30                                                     |
| 2009                                                   |                                                        |                                                        |                                                        |                                                        | Thứ 9                                                  | 24                                                     | 7                                                      | 7                                                      | 10                                                     | 26                                                     | 30                                                     | 28                                                     |
| 2010                                                   |                                                        |                                                        |                                                        |                                                        | Thứ 12                                                 | 24                                                     | 6                                                      | 8                                                      | 10                                                     | 27                                                     | 31                                                     | 26                                                     |
| 2011                                                   |                                                        |                                                        |                                                        |                                                        | Thứ 7                                                  | 26                                                     | 9                                                      | 9                                                      | 8                                                      | 34                                                     | 35                                                     | 36                                                     |
| 2012                                                   |                                                        |                                                        |                                                        |                                                        | Thứ 3                                                  | 26                                                     | 11                                                     | 7                                                      | 8                                                      | 40                                                     | 30                                                     | 40                                                     |
| 2013                                                   |                                                        |                                                        |                                                        |                                                        | Thứ 7                                                  | 20                                                     | 6                                                      | 7                                                      | 7                                                      | 27                                                     | 36                                                     | 25                                                     |
| 2014                                                   |                                                        |                                                        |                                                        |                                                        | Thứ 7                                                  | 22                                                     | 7                                                      | 4                                                      | 11                                                     | 39                                                     | 40                                                     | 25                                                     |
| 2015                                                   |                                                        |                                                        |                                                        |                                                        | Thứ 14                                                 | 26                                                     | 5                                                      | 6                                                      | 15                                                     | 35                                                     | 52                                                     | 21                                                     |
| 2016                                                   |                                                        |                                                        |                                                        |                                                        | Thứ 4                                                  | 18                                                     | 8                                                      | 6                                                      | 4                                                      | 24                                                     | 17                                                     | 30                                                     |
| 2017                                                   |                                                        |                                                        |                                                        |                                                        | Thứ 3 bảng B                                           | 3                                                      | 1                                                      | 1                                                      | 1                                                      | 5                                                      | 5                                                      | 4                                                      |
| 2018                                                   |                                                        |                                                        |                                                        |                                                        | Thứ 4 bảng B                                           | 3                                                      | 0                                                      | 0                                                      | 3                                                      | 3                                                      | 6                                                      | 0                                                      |
| 2019                                                   |                                                        |                                                        |                                                        |                                                        | Đồng thứ 3                                             | 3                                                      | 1                                                      | 1                                                      | 1                                                      | 3                                                      | 3                                                      | 4                                                      |
| 2020                                                   |                                                        |                                                        |                                                        |                                                        | Thứ 6 bảng B                                           | 14                                                     | 4                                                      | 0                                                      | 10                                                     | 16                                                     | 30                                                     | 12                                                     |
| 2021                                                   |                                                        |                                                        |                                                        |                                                        | Mùa giải bị huỷ vì COVID-19                            | Mùa giải bị huỷ vì COVID-19                            | Mùa giải bị huỷ vì COVID-19                            | Mùa giải bị huỷ vì COVID-19                            | Mùa giải bị huỷ vì COVID-19                            | Mùa giải bị huỷ vì COVID-19                            | Mùa giải bị huỷ vì COVID-19                            | Mùa giải bị huỷ vì COVID-19                            |
| 2022                                                   |                                                        |                                                        |                                                        |                                                        | Đồng thứ 3                                             | 13                                                     | 8                                                      | 1                                                      | 4                                                      | 19                                                     | 9                                                      | 25                                                     |
| 2023                                                   |                                                        |                                                        |                                                        |                                                        | Vô địch                                                | 13                                                     | 7                                                      | 4                                                      | 2                                                      | 32                                                     | 16                                                     | 25                                                     |
| 2023–24                                                |                                                        |                                                        |                                                        |                                                        | Thứ 9                                                  | 20                                                     | 6                                                      | 5                                                      | 9                                                      | 12                                                     | 21                                                     | 23                                                     |
| 2024–25                                                |                                                        |                                                        |                                                        |                                                        | Thứ 9                                                  | 20                                                     | 3                                                      | 9                                                      | 8                                                      | 13                                                     | 20                                                     | 18                                                     |

### Danh hiệu
Cúp quốc gia Việt Nam:
- Đồng hạng ba (3): 2013

Giải bóng đá hạng nhất quốc gia Việt Nam:
- Hạng ba (1): 2012

Giải bóng đá hạng nhì quốc gia Việt Nam:
- Á quân (1): 2004
- Vô địch (1): 2023

Giải bóng đá hạng ba quốc gia Việt Nam:
- Á quân (1): 2019

Cúp Truyền hình Tây Ninh:
- Vô địch (2): 2009, 2010
- Á quân (1): 2007

### Đội trẻ
Giải vô địch bóng đá U21 Việt Nam
- Vô địch (1): 2010

U19 Cup sơn Kova:
- Vô địch (1): 2007

Giải vô địch bóng đá U15 Việt Nam:
- Vô địch (1): 2004

## Đội hình hiện tại
Tính đến 24 tháng 5, 2024
Ghi chú: Quốc kỳ chỉ đội tuyển quốc gia được xác định rõ trong điều lệ tư cách FIFA. Các cầu thủ có thể giữ hơn một quốc tịch ngoài FIFA.
| Số | VT | Quốc gia | Cầu thủ                                       |
| -- | -- | -------- | --------------------------------------------- |
| 1  | TM | Việt Nam | Nguyễn Lê Nhật Quang                          |
| 3  | TV | Việt Nam | Đặng Minh Hiếu                                |
| 4  | HV | Việt Nam | Nguyễn Hữu Trung (mượn từ Thể Công – Viettel) |
| 5  | HV | Việt Nam | Bùi Ngọc Thịnh                                |
| 6  | HV | Việt Nam | Quan Huỳnh Thanh Quý                          |
| 7  | TV | Việt Nam | Hồ Minh Quyền                                 |
| 8  | TV | Việt Nam | Hồ Văn An (mượn từ Thể Công – Viettel)        |
| 9  | TĐ | Việt Nam | Nguyễn Văn Sơn                                |
| 10 | TĐ | Việt Nam | Cao Quốc Khánh                                |
| 11 | TĐ | Việt Nam | Cao Hoàng Tú                                  |
| 12 | TĐ | Việt Nam | Nguyễn Hoàng Huy                              |
| 13 | TV | Việt Nam | Phạm Văn Soạn                                 |

| Số | VT | Quốc gia | Cầu thủ                                      |
| -- | -- | -------- | -------------------------------------------- |
| 15 | HV | Việt Nam | Nguyễn Đình Đức (mượn từ Thể Công – Viettel) |
| 16 | HV | Việt Nam | Trần Đàm Phúc Thịnh                          |
| 20 | TV | Việt Nam | Nguyễn Công Tiến                             |
| 21 | HV | Việt Nam | Đoàn Văn Quý                                 |
| 26 | TV | Việt Nam | Hà Ngọc Vũ                                   |
| 28 | TV | Việt Nam | Đinh Thế Nhuận                               |
| 29 | TV | Việt Nam | Đỗ Văn Chí (mượn từ Thể Công – Viettel)      |
| 34 | TĐ | Việt Nam | Nguyễn Bá Dương (mượn từ Thể Công – Viettel) |
| 37 | TM | Việt Nam | Võ Văn Sơn                                   |
| 47 | TĐ | Việt Nam | Nguyễn Kim Nhật                              |
| 86 | TĐ | Việt Nam | Vũ Bá Hải Dương (mượn từ Thể Công – Viettel) |
| 89 | TM | Việt Nam | Trương Thái Hiếu                             |

## Các cầu thủ tiêu biểu
- Luiz Oliveira
- Nyirenda Victor (2011-2012)
- Danh Hoàng Tuấn
- Phạm Hữu Phát
- Đinh Cường
- Lê Hoàng Phát Thierry (Ngale Thierry) (2007-2010)

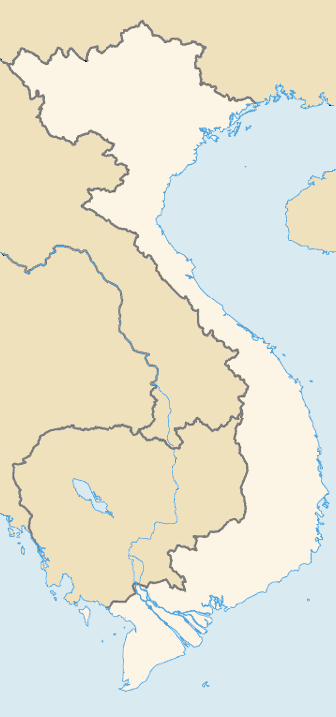

## Các huấn luyện viên
| Huấn luyện viên   | Quốc tịch | Năm       |
| ----------------- | --------- | --------- |
| Djordje Jovanovic | Serbia    | 2003-2004 |
| Trần Bình Sự      | Việt Nam  | 2004-2005 |
| Josef Herel       | Slovakia  | 2005      |
| Lương Trung Minh  | Việt Nam  | 2005      |
| Nguyễn Văn Thịnh  | Việt Nam  | 2006-2007 |
| Hoàng Đăng Hồng   | Việt Nam  | 2007      |
| Bùi Hữu Thái Sơn  | Việt Nam  | 2007-2008 |
| Quách Hùng Bảo    | Việt Nam  | 2008      |
| Hồ Văn Thu        | Việt Nam  | 2008-2009 |
| Quách Hùng Bảo    | Việt Nam  | 2009      |
| Nguyễn Văn Dũng   | Việt Nam  | 2009-2010 |
| Trần Bình Sự      | Việt Nam  | 2010-2016 |
| Mai Thanh Hùng    | Việt Nam  | 2017-2020 |
| Hoàng Hải Dương   | Việt Nam  | 2021-2022 |
| Nguyễn Văn Dũng   | Việt Nam  | 2023-2023 |
| Bùi Hữu Thái Sơn  | Việt Nam  | 2023-     |

## Thành phần ban huấn luyện
| Ban huấn luyện CLB Đồng Nai \| Huấn luyện viên trưởng: Huấn luyện viên phó: \| Bùi Hữu Thái Sơn Phan Thế Hiếu \| |                                |
| Huấn luyện viên trưởng: Huấn luyện viên phó:                                                                     | Bùi Hữu Thái Sơn Phan Thế Hiếu |

## Sân vận động
- Sân vận động Đồng Nai nằm trên đường đường Phạm Văn Khoai, phường Tam Hiệp, tỉnh Đồng Nai
- Khán đài A sức chứa 3.000 chỗ
- Khán đài B sức chứa 15.000 chỗ
- Khán đài C sức chứa 7.000 chỗ
- Khán đài D sức chứa 7.000 chỗ
- Sân được lắp dàn đèn hiện đại vào tháng 6 năm 2013 (độ sáng 1200 lux)

## Mô hình đội bóng
- Công ty cổ phần bóng đá Đồng Nai được thành lập năm 2008 với 3 thành viên sáng lập là: Công ty xổ số kiến thiết, Tổng công ty công nghiệp thực phẩm và Sonadezi.

## Trang phục và Nhà tài trợ
| Năm       | Trang phục     | Nhà tài trợ                                 |
| --------- | -------------- | ------------------------------------------- |
| 2003-2005 |                | Strata                                      |
| 2008-2010 |                | Berjaya                                     |
| 2022-     | Demenino Sport | Điện Bảo Nguyên, Hải Thanh Group, Vinatexin |